# Ranunculus parcisectus
Ranunculus parcisectus är en ranunkelväxtart som först beskrevs av Cedercr., och fick sitt nu gällande namn av S. Ericsson. Ranunculus parcisectus ingår i släktet ranunkler, och familjen ranunkelväxter. Inga underarter finns listade i Catalogue of Life.